# Jayden Adams
Jayden Adams (Ciudad del Cabo, 5 de mayo de 2001) es un futbolista sudafricano que juega en la demarcación de centrocampista para el Mamelodi Sundowns FC de la Liga Premier de Sudáfrica.

## Selección nacional
Tras jugar con la selección de fútbol sub-20 de Sudáfrica y la sub-23, finalmente hizo su debut con la selección absoluta el 13 de julio de 2022 en un encuentro de la Copa COSAFA 2022 contra Mozambique que finalizó con un resultado de empate a cero que se resolvió desde la tanda de penaltis por 4-5 a favor de Mozambique.

## Clubes
| Club                 | País      | Año       | Partidos | Goles |
| -------------------- | --------- | --------- | -------- | ----- |
| Stellenbosch FC      | Sudáfrica | 2020-2025 | 139      | 9     |
| Mamelodi Sundowns FC | Sudáfrica | 2025-     | 27       | 4     |